# Bruce Robertson (Schwimmer)
Bruce Richard Robertson CM (* 27. April 1953 in Vancouver, British Columbia) ist ein ehemaliger kanadischer Schwimmer. Er gewann 1972 in München je eine Silber- und Bronzemedaille, war 1973 Weltmeister und gewann bei den Commonwealth Games 1974 je zwei Gold-, Silber- und Bronzemedaillen.

## Sportliche Karriere
Bruce Robertson begann im Alter von fünf Jahren mit dem Schwimmsport. 1969 schloss er sich den Pacific Dolphins in seiner Heimatstadt Vancouver an. 1971 startete er erstmals in der kanadischen Nationalmannschaft und gewann in Leeds bei den britischen Meisterschaften über 100 Meter Schmetterling. Seine erste große internationale Meisterschaft waren die Olympischen Spiele 1972 in München, bei denen er in sieben Disziplinen antrat. Über 100, 200 und 400 Meter Freistil schied er jeweils in den Vorläufen aus. Sein erstes Finale erreichte er mit der kanadischen 4-mal-100-Meter-Freistilstaffel. Bruce Robertson, Brian Phillips, Timothy Bach und Bob Kasting schwammen auf den fünften Platz. In den Vorläufen der 4-mal-200-Meter-Freistilstaffel wurde Robertson geschont, da am gleichen Tag der Wettbewerb über 100 Meter Schmetterling angesetzt war. Ralph Hutton, Deane Buckboro, Ian MacKenzie und Brian Phillips erreichten das Staffelfinale mit der siebtschnellsten Zeit. Den siebten Platz belegten im Endlauf auch Robertson, Phillips, MacKenzie und Hutton. Über 100 Meter Schmetterling erreichten mit Robertson und Byron MacDonald zwei Kanadier das Finale. Im Finale siegte Mark Spitz aus den Vereinigten Staaten in Weltrekordzeit von 54,27 Sekunden mit 1,29 Sekunden Vorsprung vor Bruce Robertson, der seinerseits 0,18 Sekunden Vorsprung auf Jerry Heidenreich aus den USA hatte. Hinter Roland Matthes aus der DDR und dem dritten US-Schwimmer Dave Edgar belegte Byron MacDonald den sechsten Platz. Zum Abschluss der Schwimmwettbewerbe wurde die 4-mal-100-Meter-Lagenstaffel ausgetragen. William Kennedy, Bill Mahony, Bruce Robertson und Bob Kasting erreichten das Finale mit der viertbesten Zeit. Im Finale siegte die Staffel aus den Vereinigten Staaten mit fast vier Sekunden Vorsprung auf das Quartett aus der DDR, 0,14 Sekunden dahinter gewannen Erik Fish, Bill Mahony, Bruce Robertson und Bob Kasting die Bronzemedaille.
1973 wurden in Belgrad die ersten Weltmeisterschaften im Schwimmen ausgetragen. Robertson war für sechs Disziplinen gemeldet, erreichte aber nur in zwei Wettbewerben das Finale. Über 100 Meter Freistil verpasste er als Zehnter die Finalteilnahme nur knapp. Über 100 Meter Schmetterling siegte Robertson in 55,69 Sekunden mit 0,68 Sekunden Vorsprung auf Joe Bottom und Robin Backhaus aus den Vereinigten Staaten. Die kanadische Lagenstaffel mit Ian MacKenzie, Peter Hrdlitschka, Bruce Robertson und Brian Phillips erschwamm die Bronzemedaille hinter den Staffeln aus den USA und aus der DDR. Bruce Robertson war der einzige kanadische Gewinner einer Goldmedaille bei den ersten Weltmeisterschaften.
1974 bei den Commonwealth Games in Christchurch trat Robertson in sechs Disziplinen an und gewann sechs Medaillen. In seiner Paradedisziplin, den 100 Meter Schmetterling, erhielt er nur die Bronzemedaille hinter dem Australier Neil Rogers und Byron MacDonald, wobei MacDonald im Ziel nur eine Hundertstelsekunde vor Robertson lag. Über 100 Meter Freistil erschwamm Robertson Silber hinter dem Australier Michael Wenden. Über 200 Meter Freistil erhielt er ebenfalls Silber, hier siegte der Australier Stephen Badger, der später Kanadier wurde und 1976 für Kanada an den Olympischen Spielen teilnahm. 1974 siegte Badger auch mit der australischen 4-mal-200-Meter-Staffel, hier erkämpften Bruce Robertson, Gary MacDonald, Ian MacKenzie und Jim Fowlie die Bronzemedaille. Bei den Schwimmwettbewerben in Christchurch gewannen die kanadischen Männer nur zwei Goldmedaillen. Die 4-mal-100-Meter-Freistilstaffel siegte mit Brian Phillips, Bruce Robertson, Gary MacDonald und Ian MacKenzie. Die andere Goldmedaille erhielten Steve Pickell, Bill Mahony, Bruce Robertson und Brian Phillips in der Lagenstaffel.
Bei den Weltmeisterschaften 1975 in Cali erreichte Robertson in drei Disziplinen das Finale. Die 4-mal-200-Meter-Freistilstaffel mit Jim Fowlie, John Van Buren, Bruce Robertson und Steve Pickell belegte den sechsten Platz. Als Vierter über 100 Meter Schmetterling verfehlte Robertson die Bronzemedaille um 0,32 Sekunden und auch die Lagenstaffel mit Steve Pickell, Graham Smith, Bruce Robertson und Bob Kasting schwamm nur auf den vierten Platz. Drei Monate später fanden in Mexiko-Stadt die Panamerikanischen Spiele statt. Robertson belegte über 200 Meter Freistil den fünften Platz. Über 100 Meter Freistil gewann er ebenso die Bronzemedaille wie über 100 Meter Schmetterling, jeweils hinter zwei Schwimmern aus den Vereinigten Staaten. Die Schwimmer aus den Vereinigten Staaten gewannen auch die Goldmedaille in allen drei Staffelwettbewerben, dahinter erschwamm Robertson mit der kanadischen Staffel jeweils die Silbermedaille.
Zum Abschluss seiner internationalen Karriere nahm Robertson 1976 an den Olympischen Spielen in Montreal teil. Über 100 Meter Freistil schied er im Vorlauf aus. Über 100 Meter Schmetterling schwamm er im Halbfinale die 12. Zeit und war damit hinter Clay Evans und Steve Pickell nur drittschnellster Kanadier. Die kanadische Lagenstaffel mit Steve Pickell, Graham Smith, Bruce Robertson und Gary MacDonald erreichte das Finale mit der zweitschnellsten Vorlaufzeit. Im Endlauf siegte die Staffel aus den Vereinigten Staaten vor der kanadischen Staffel mit Pickell, Smith, Clay Evans und Gary MacDonald. Entsprechend den bis 1980 gültigen Regeln erhielt Robertson für seinen Einsatz im Vorlauf keine Medaille. In den Jahren danach schwamm Robertson zwar noch für das Team der Simon Fraser University, nahm aber nicht mehr an internationalen Meisterschaften teil.
Bruce Robertson arbeitete später als Buchprüfer. Daneben blieb er als Altersklassenschwimmer aktiv. Über 30 Jahre war er in verschiedenen Funktionen für die Commonwealth Games Association of Canada tätig, unter anderem als Schatzmeister, Vizepräsident und schließlich als Präsident. 2003 wurde er zum Vizepräsident der internationalen Commonwealth Games Federation gewählt. Dieses Amt hat Robertson auch im Jahr 2022 noch inne.

## Auszeichnungen
- 1973: Canadian Olympic Hall of Fame
- 1974: Mitglied des Order of Canada[18]
- 1977: Hall of Fame des kanadischen Sports